# Embaixada do Brasil na Cidade do México
A Embaixada do Brasil na Cidade do México é a missão diplomática brasileira do México. A missão diplomática se encontra no endereço, Calle Lope de Armendáriz, 130 Colonia Lomas de Virreyes Delegacion Miguel Hidalgo, Cidade do México, México.